# Quinten Schram
Quinten Schram (Amstelveen, 29 juli 1992) is een Nederlands acteur en componist. Hij kreeg op jonge leeftijd naamsbekendheid door zijn titelrol als Pietje Bell in de bioscoopfilms Pietje Bell en Pietje Bell 2: De Jacht op de Tsarenkroon.
Schram is de zoon van filmproducent Dave Schram en regisseur Maria Peters. Zijn zus Tessa is te zien in enkele Nederlandse producties.

## Films
Quinten Schram is te horen en/of te zien in de volgende films:
Vanaf 2011 is Schram zich meer gaan toeleggen op werkzaamheden achter de schermen. Voor Razend heeft hij diverse scènes als editor voor zijn rekening genomen. Voor diverse producties, zoals Lost and Found uit 2012, componeerde hij de muziek. In 2012 heeft hij de studie Audiovisuele Evenemententechniek op het Mediacollege Amsterdam (een opleiding voor licht, beeld en geluid) afgerond.